# Municipio de Moose Lake (condado de Cass)
El municipio de Moose Lake (en inglés: Moose Lake Township) es un municipio ubicado en el condado de Cass en el estado estadounidense de Minnesota. En el año 2010 tenía una población de 111 habitantes y una densidad poblacional de 1,11 personas por km².

## Geografía
El municipio de Moose Lake se encuentra ubicado en las coordenadas 46°35′59″N 94°37′9″O / 46.59972, -94.61917. Según la Oficina del Censo de los Estados Unidos, el municipio tiene una superficie total de 100.44 km², de la cual 97,69 km² corresponden a tierra firme y (2,74 %) 2,75 km² es agua.

## Demografía
Según el censo de 2010, había 111 personas residiendo en el municipio de Moose Lake. La densidad de población era de 1,11 hab./km². De los 111 habitantes, el municipio de Moose Lake estaba compuesto por el 95,5 % blancos, el 1,8 % eran amerindios, el 0,9 % eran asiáticos, el 0,9 % eran de otras razas y el 0,9 % eran de una mezcla de razas. Del total de la población el 1,8 % eran hispanos o latinos de cualquier raza.